# Camila Morroneová
Camila Morroneová (* 16. června 1997, Los Angeles) je argentinsko-americká modelka a herečka. Poprvé se objevila ve filmu Bukowski a následně účinkovala ve filmech Přání smrti a Never Goin' Back, které měly premiéru v lednu 2018 na filmovém festivalu Sundance. Za roli Camily Alvarez-Dunneové v  seriálu Daisy Jones & the Six (2023) od Amazon Prime Video byla nominována na cenu Emmy.

## Raný život a vzdělání
Morroneová se narodila v Los Angeles v Kalifornii. V roce 2015 odmaturovala na střední škole v Beverly Hills.

## Život

### Modeling
Svou kariéru začala jako modelka a v roce 2016 se objevila na titulní straně tureckého vydání časopisu Vogue. Na přehlídkovém mole debutovala jako modelka pro resortní kolekci Moschino 2017.

### Herectví
Morroneová se poprvé objevila v roce 2013 ve filmu Jamese Franca Bukowski. V roce 2018 se vrátila k herectví v akčním filmu Přání smrti a zahrála si v režijním debutu Augustina Frizzella Never Goin' Back, který měl premiéru na filmovém festivalu Sundance 2018 a do kin jej uvedla společnost A24. Po obsazení do seriálu Daisy Jones & The Six uvedla, že se bude věnovat spíše herectví než modelingu.
Dne 18. října 2019 získala na Mezinárodním filmovém festivalu v San Diegu cenu „Vycházející hvězda“.

## Osobní život
Morroneová měla do roku 2022 vztah s hercem Leonardem DiCapriem.

## Filmografie

### Film
| Rok  | Název               | Role             | Poznámky     |
| ---- | ------------------- | ---------------- | ------------ |
| 2013 | Bukowski            | Herečka          |              |
| 2018 | Never Goin' Back    | Jessie           |              |
| 2018 | Přání smrti         | Jordan Kerseyová |              |
| 2019 | Mickey a její volba | Mickey Pecková   |              |
| 2020 | Dívka z údolí       | Ruby Richmanová  |              |
| 2023 | Gonzo Girl          | Alley Russová    | postprodukce |
| 2024 | Marmalade           | Marmeláda        | postprodukce |

### Televize
| Rok           | Název                 | Role            | Poznámky               |
| ------------- | --------------------- | --------------- | ---------------------- |
| 2016          | Love Advent           | Sama sebe       | 1 díl                  |
| 2023          | Daisy Jones & the Six | Camila Dunneová | minisérie, hlavní role |
| bude oznámeno | Noční recepční        | bude oznámeno   | hlavní role            |

## Ocenění
| Ocenění                                  | Rok  | Kategorie                                                           | Výsledek  |
| ---------------------------------------- | ---- | ------------------------------------------------------------------- | --------- |
| Mezinárodní filmový festival v San Diegu | 2019 | Vycházející hvězda                                                  | vítězství |
| 75. ročník udílení cen Emmy              | 2023 | Nejlepší herečka ve vedlejší roli v minisérii nebo televizním filmu | nominace  |